# Phantom Anthem
Phanton Anthem es el octavo álbum de estudio de la banda estadounidense de metalcore August Burns Red. Fue lanzado el 6 de octubre de 2017 a través de Fearless Records y fue producido por Carson Slovak y Grant McFarland. El álbum alcanzó el puesto número 19 en el Billboard 200, vendiendo 19.000 unidades de álbum equivalentes (17.000 en ventas tradicionales) en su primera semana.

## Lista de canciones
| N.º | Título                   | Duración |  |
| 1.  | «King of Sorrow»         | 4:05     |  |
| 2.  | «Hero of the Half Truth» | 5:03     |  |
| 3.  | «The Frost»              | 4:46     |  |
| 4.  | «Lifeline»               | 5:34     |  |
| 5.  | «Invisible Enemy»        | 4:37     |  |
| 6.  | «Quake»                  | 4:08     |  |
| 7.  | «Coordinates»            | 5:11     |  |
| 8.  | «Generations»            | 6:00     |  |
| 9.  | «Float»                  | 4:15     |  |
| 10. | «Dangerous»              | 4:23     |  |
| 11. | «Carbon Copy»            | 5:39     |  |

## Posicionamiento en lista
| Lista (2017)                         | Posición |
| ------------------------------------ | -------- |
| Alemania (Offizielle Top 100)        | 58       |
| Australia (ARIA)                     | 46       |
| Austria (Ö3 Austria)                 | 40       |
| Canadá (Billboard Canadian Albums)   | 57       |
| Estados Unidos (Billboard 200)       | 19       |
| Estados Unidos (Christian Albums)    | 1        |
| Estados Unidos (Digital Albums)      | 5        |
| Estados Unidos (Top Rock Albums)     | 4        |
| New Zealand Heatseeker Albums (RMNZ) | 10       |
| Suiza (Schweizer Hitparade)          | 56       |

## Personal
August Burns Red
- Jake Luhrs – voz principal
- JB Brubaker – guitarra principal
- Brent Rambler – guitarra rítmica
- Dustin Davidson – bajo, coros
- Matt Greiner – batería, piano

Musico adicionales
- Taylor Brandt – violín en «Float», «Generations» y «The Frost»
- Grant McFarland – producción, ingeniería, mezcla y violonchelo en «Generations», «Coordinates», «Dangerous», «Float», «The Frost» y «King of Sorrow»